# Vesna Vulović
Vesna Vulović (Belgrado, 3 de enero de 1950-ibídem, 23 de diciembre de 2016) fue una auxiliar de vuelo serbia que posee el récord mundial Guinness por sobrevivir a la caída libre más alta sin paracaídas: 10 160 m (33 330 pies). Fue la única superviviente del vuelo 367 de JAT el 26 de enero de 1972, en el que una bomba de maletín explotó en el compartimento del equipaje, causando que se estrellara cerca de Srbská Kamenice, Checoslovaquia. Las autoridades yugoslavas sospecharon que nacionalistas croatas fueron responsables, pero nadie fue arrestado.
Después del atentado, Vulović pasó días en coma y fue hospitalizada durante varios meses. Sufrió fractura de cráneo, tres vértebras rotas, sus piernas y pelvis fracturadas, y varias costillas rotas. Estas lesiones le provocaron parálisis temporal de la cintura para abajo. Se recuperó casi por completo, pero siguió caminando con una cojera por el resto de su vida. Vulović no recordaba el incidente y no tuvo reparos en volar después del incidente. A pesar de su voluntad de reanudar su trabajo como auxiliar de vuelo, Jat Airways (JAT) le dio un trabajo de escritorio negociando contratos de flete, sintiendo que su presencia en los vuelos atraería demasiada publicidad. Vulović se convirtió en una celebridad en Yugoslavia y fue considerada una heroína nacional.
Vulović fue despedida de JAT a principios de la década de 1990 después de participar en protestas antigubernamentales durante la disolución de Yugoslavia, pero evitó el arresto ya que el gobierno estaba preocupado por la publicidad negativa que traería su encarcelamiento. Continuó su trabajo como activista prodemocracia hasta que el Partido Socialista de Serbia fue destituido del poder durante las protestas de octubre de 2000. Vulović luego hizo campaña en nombre del Partido Demócrata, abogando por la entrada de Serbia en la Unión Europea. Sus últimos años los pasó en reclusión y luchó con el síndrome del sobreviviente. Habiéndose divorciado, vivió sola en su departamento de Belgrado con una pequeña pensión hasta su muerte en 2016.

## Primeros años
Vesna Vulović nació en Belgrado el 3 de enero de 1950. Su padre era un hombre de negocios y su madre era instructora de ejercicios. Impulsada por su amor por The Beatles, Vulović viajó al Reino Unido después de completar su primer año de universidad, con la esperanza de mejorar sus habilidades en el idioma inglés. «Al principio me quedé con los amigos de mis padres en Newbury», recordó, «pero quería mudarme a Londres. Fue allí donde me encontré con un amigo que sugirió que fuéramos a Estocolmo. Cuando les dije a mis padres que vivía en la capital sueca, pensaron en las drogas y el sexo y me dijeron que volviera a casa de inmediato». Al regresar a Belgrado, Vulović decidió convertirse en una auxiliar de vuelo después de ver a una de sus amigas con el uniforme de una auxiliar de vuelo. «Se veía muy bien y acababa de estar en Londres por un día», recordó Vulović. «Pensé, '¿Por qué no debería ser una azafata? Podría ir a Londres una vez al mes'». Se unió a JAT, la aerolínea de bandera nacional de Yugoslavia y la aerolínea más grande, en 1971.

## Vuelo 367 de JAT

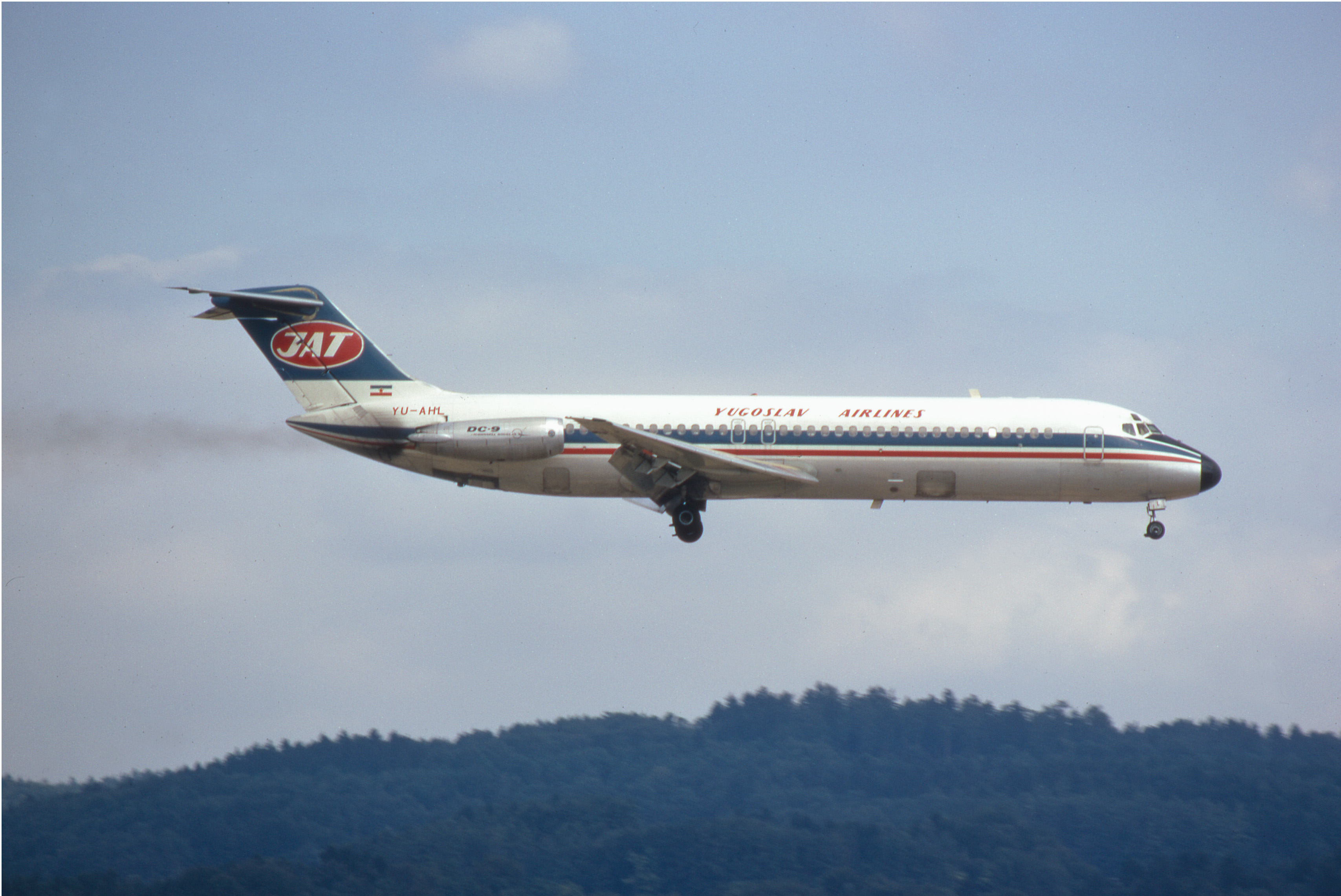
Un McDonnell Douglas DC-9 de Jat Airways idéntico al destruido en el atentado.

La tripulación secundaria del vuelo 367 de JAT, que volaba de Estocolmo a Belgrado con escalas en Copenhague y Zagreb, llegó a Dinamarca en la mañana del 25 de enero de 1972. Según Vulović, no estaba programada para estar en el vuelo 367, y JAT la había confundido con otra auxiliar de vuelo también llamada Vesna. Sin embargo, Vulović dijo que estaba emocionada de viajar a Dinamarca porque era la primera vez que visitaba el país. La tripulación tuvo toda la tarde y la mañana siguiente para ellos solos. Vulović deseaba hacer turismo, pero sus colegas insistieron en que fueran de compras. «Todos querían comprar algo para su familia», recordó. «Así que tuve que ir de compras con ellos. Parecían saber que iban a morir. No hablaron sobre eso, pero vi ... sentí por ellos. Y el capitán estuvo encerrado en su habitación durante 24 horas. No quería salir en absoluto. Por la mañana, durante el desayuno, el copiloto hablaba de su hijo y su hija como si nadie más tuviera un hijo o hija».
El vuelo 367 partió del aeropuerto de Estocolmo-Arlanda a la 1:30 p. m. el 26 de enero. El avión, un McDonnell Douglas DC-9, aterrizó en el aeropuerto de Copenhague-Kastrup a las 2:30 p. m., después de lo cual Vulović y sus colegas abordaron el avión. «Como era tarde, estábamos en la terminal y lo vimos estacionar», dijo Vulović. «Vi a todos los pasajeros y la tripulación desembarcar. Un hombre parecía terriblemente molesto. No solo fui yo quien lo notó, también otros miembros de la tripulación lo vieron, al igual que el gerente de la estación en Copenhague. Creo que fue el hombre quien puso la bomba en el equipaje. Creo que había registrado una maleta en Estocolmo, se bajó en Copenhague y nunca volvió a abordar el vuelo».
El vuelo 367 partió del aeropuerto de Copenhague a las 3:15 p. m. A las 4:01 p. m., una explosión atravesó el compartimiento de equipaje del DC-9. La explosión causó que el avión se desintegrara sobre la aldea checoslovaca de Srbská Kamenice. Vulović fue la única sobreviviente de los 28 pasajeros y tripulantes. Fue descubierta por el aldeano Bruno Honke, quien la escuchó gritar en medio de los restos. Su uniforme turquesa estaba cubierto de sangre y sus tacones de aguja de 75 mm habían sido arrancados por la fuerza del impacto. Honke había sido médico durante la Segunda Guerra Mundial y pudo mantenerla con vida hasta que llegaron los rescatistas.
Los investigadores de seguridad aérea atribuyeron la supervivencia de Vulović a haber quedado atrapada en un carrito de comida en el fuselaje del DC-9 cuando se separó del resto del avión y cayó en picada hacia el suelo. Cuando la cabina se despresurizó, los pasajeros y otra tripulación de vuelo fueron expulsados de la aeronave y murieron. Los investigadores creían que el fuselaje, con Vulović inmovilizada en su interior, aterrizó en ángulo en una ladera de montaña muy boscosa y cubierta de nieve, lo que amortiguó el impacto. Los médicos de Vulović concluyeron que su historial de presión arterial baja la hizo desmayarse rápidamente después de que la cabina se despresurizó y evitó que su corazón estallara en el impacto. Vulović dijo que era consciente de su baja presión sanguínea antes de solicitar ser auxiliar de vuelo y sabía que eso provocaría que no pasara el examen médico, pero que bebió una cantidad excesiva de café de antemano y fue aceptada.
Entre 1962 y 1982, nacionalistas croatas llevaron a cabo 128 ataques terroristas contra objetivos civiles y militares yugoslavos. Las autoridades yugoslavas sospecharon que eran responsables de derribar el vuelo 367. El día del accidente, una bomba explotó a bordo de un tren que viajaba de Viena a Zagreb e hirió a seis personas. Un hombre, describiéndose a sí mismo como un nacionalista croata, llamó al periódico sueco Kvällsposten al día siguiente y se atribuyó la responsabilidad del atentado del vuelo 367. Nunca se realizaron arrestos. La Autoridad de Aviación Civil de Checoslovaquia luego atribuyó la explosión a un maletín bomba.

## Parálisis y recuperación
Después del accidente, Vulović pasó días en coma, se fracturó el cráneo y luego sufrió una hemorragia. También sufrió fracturas en sus piernas y tres vértebras rotas, una de las cuales quedó completamente aplastada. Su pelvis estaba fracturada y tuvo varias costillas rotas. Sus heridas le provocaron parálisis temporal debajo de la cintura. Tenía amnesia total desde la hora anterior a su caída hasta un mes después. Los padres de Vulović le dijeron que ella se enteró del accidente unas dos semanas después de que ocurriera. Se desmayó cuando su médico le mostró el titular de un periódico sobre el incidente y tuvo que tranquilizarla. Lo último que Vulović pudo recordar antes del accidente fue saludar a los pasajeros mientras abordaban. Lo siguiente que recordó fue ver a sus padres en la habitación de su hospital aproximadamente un mes después.
Vulović se sometió a tratamiento en un hospital de Praga hasta el 12 de marzo de 1972, después de lo cual fue trasladada a Belgrado. Le ofrecieron una inyección de hipnóticos para ayudarla a dormir durante el vuelo de regreso a Yugoslavia, pero la rechazó, explicando que no tenía miedo de volar porque no recordaba el accidente. En Belgrado, la habitación del hospital de Vulović fue puesta bajo protección policial las 24 horas porque las autoridades temían que los perpetradores del atentado quisieran matarla. Los guardias cambiaban de turno cada seis horas, y nadie podía verla excepto sus padres y médicos. La hospitalización de Vulović duró hasta junio de 1972, después de lo cual viajó a Montenegro para recuperarse en un balneario, donde sus médicos la visitaron cada dos o tres días. Vulović se sometió a varias operaciones para restaurar su movimiento. Al principio, solo podía mover la pierna izquierda, y un mes después, pudo mover la derecha. Los padres de Vulović tuvieron que vender sus dos autos para pagar sus gastos médicos. A los diez meses de su caída, Vulović había recuperado la capacidad de caminar, pero caminó con una cojera por el resto de su vida, su columna vertebral permanentemente torcida. En total, pasó 16 meses recuperándose. «Nadie esperaba que viviera tanto», relató en 2008. Vulović atribuyó su recuperación a su «terquedad serbia» y «una dieta infantil que incluía chocolate, espinacas y aceite de pescado».

## Fama

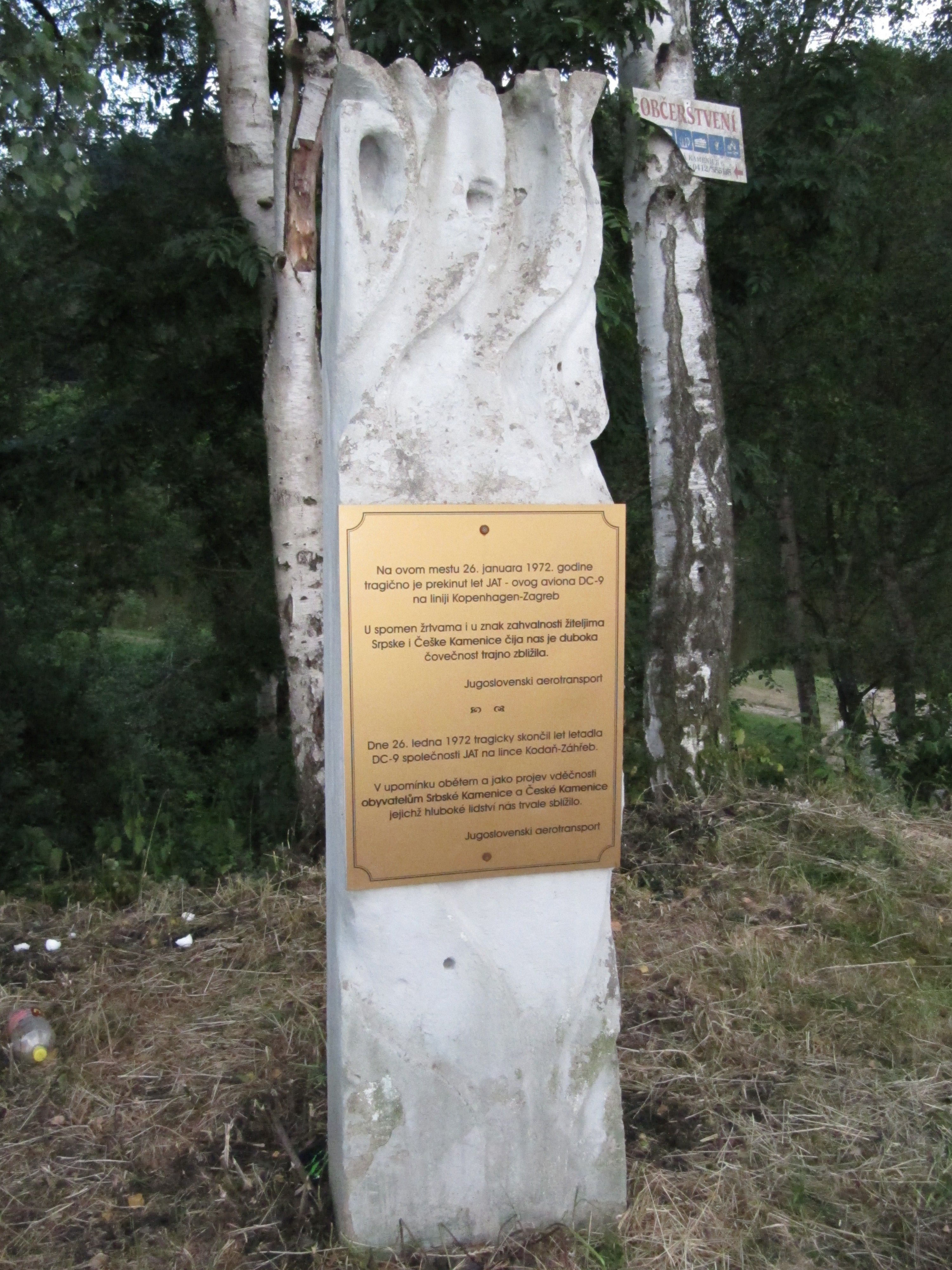
Monumento en Srbská Kamenice que conmemora el incidente.

En septiembre de 1972, Vulović expresó su disposición a continuar trabajando como auxiliar de vuelo. La aerolínea sintió que su presencia en los vuelos atraería demasiada publicidad y, en cambio, le dio un trabajo de oficina negociando contratos de flete. En Yugoslavia, Vulović fue celebrada como una heroína nacional. Su reputación como «heroína de la Guerra Fría» también se extendió a la Unión Soviética y otros países del Pacto de Varsovia. Después del accidente, Vulović recibió una condecoración del presidente de Yugoslavia, Josip Broz Tito, y el cantante folklórico serbio Miroslav Ilić grabó una canción titulada Vesna stjuardesa («Vesna la azafata»). Pronto se hizo ciudadana honoraria de Srbská Kamenice. La nieta de Honke, nacida seis semanas después de la caída de Vulović, fue nombrada Vesna en su honor. Vulović continuó volando regularmente, afirmando que otros pasajeros estaban sorprendidos de verla en los vuelos y querían sentarse a su lado.
Los padres de Vulović murieron a los pocos años de su caída. En 1977, se casó con el ingeniero mecánico Nikola Breka después de un año de noviazgo. Aunque los médicos le informaron que sus lesiones no tendrían un efecto adverso sobre su función reproductiva, Vulović experimentó un embarazo ectópico que casi resultó fatal y nunca pudo tener hijos. En 1985, el Libro Guinness de los récords la reconoció como la poseedora del récord mundial por sobrevivir a la caída más alta sin paracaídas: 10 160 metros (33 330 pies). Recibió el reconocimiento en una gala de Londres del músico Paul McCartney. Por lo tanto, se reconoció oficialmente que Vulović había superado los récords de otros sobrevivientes de caídas, como Alan Magee, Nicholas Alkemade e Ivan Chisov.
A principios de la década de 1990, Vulović y su esposo se divorciaron. Vulović atribuyó el divorcio a que ella fumaba un cigarrillo tras otro, lo que su esposo desaprobaba. Casi al mismo tiempo, Vulović fue despedida de JAT por hablar en contra del presidente de Serbia Slobodan Milošević y participar en protestas antigubernamentales. Ella evitó el arresto porque el gobierno estaba preocupado por la publicidad negativa que traería su encarcelamiento. En respuesta a su activismo, los tabloides pro Milošević lanzaron una campaña de desprestigio contra ella, alegando que el vuelo 367 había sido derribado por un misil tierra-aire checoslovaco y que había caído desde una altura menor de lo que se creía anteriormente. Vulović continuó participando en manifestaciones antigubernamentales durante la década de 1990. Cuando Milošević y su Partido Socialista de Serbia fueron derrocados en la Revolución de Bulldozer de octubre de 2000, Vulović estuvo entre varias celebridades que tomaron el balcón del Palacio Viejo de Belgrado para hacer discursos de victoria. Más tarde hizo campaña en nombre del Partido Demócrata y abogó por la entrada de Serbia en la Unión Europea, que creía que traería prosperidad económica.

## Vida posterior y muerte
Vulović dijo a los periodistas que no pensaba en su caída todos los días, pero admitió que luchaba con la culpa del sobreviviente. «Cada vez que pienso en el accidente, tengo un sentimiento de culpa predominante y grave por haber sobrevivido y lloro... Entonces creo que tal vez no debería haber sobrevivido en absoluto». Vulović rechazó la terapia para ayudarla a sobrellevar sus experiencias y en su lugar se volvió hacia la religión, convirtiéndose en una devota cristiana ortodoxa. Ella declaró que su terrible experiencia la había convertido en una optimista. «Si puedes sobrevivir a lo que yo sobreviví», dijo, «puedes sobrevivir a cualquier cosa».
En 2005, la caída de Vulović fue recreada por el programa de televisión estadounidense MythBusters.
En 2009, Peter Hornung-Andersen y Pavel Theiner, dos periodistas con sede en Praga, afirmaron que el vuelo 367 había sido confundido con un avión enemigo y fue derribado por la Fuerza Aérea de Checoslovaquia a una altitud de 800 metros (2600 pies), mucho más bajo que la altitud oficial de 10 160 metros (33 330 pies). Los dos afirmaron que la Seguridad del Estado de Checoslovaquia había conjurado la caída récord de Vulović como parte de un encubrimiento. También plantearon la hipótesis de que la llamada recibida por el Kvällsposten, reivindicando la responsabilidad del derribo del avión, era un engaño. La Autoridad de Aviación Civil Checa desestimó las afirmaciones de los periodistas, calificándolas de teorías de conspiración. Hornung-Andersen admitió que la evidencia de ambos era solo circunstancial. Vulović dijo que estaba al tanto de las afirmaciones de los periodistas, pero declaró que, como no tenía memoria del evento, no podía confirmar ni negar las acusaciones. Guinness World Records continúa enumerándola como la que posee el récord por sobrevivir a la caída más alta sin paracaídas.
En los últimos años de su vida, Vulović vivía con una pensión de 300 euros al mes en su destartalado departamento de Belgrado. «No sé qué decir cuando la gente dice que tuve suerte», comentó. «La vida es muy difícil hoy». Vulović lamentó que su madre y su padre podrían no haber muerto prematuramente si no hubiera estado a bordo del vuelo 367, afirmando que el incidente no solo arruinó su vida, sino también la de sus padres. Solo ocasionalmente concedió entrevistas y rechazó numerosas solicitudes, especialmente de Oprah Winfrey y la BBC, diciendo que estaba «cansada» de hablar sobre su caída. Cuando llegó a los sesenta años, el deterioro de la salud de Vulović le impidió participar en las conmemoraciones anuales en Srbská Kamenice, a las que había asistido anteriormente durante muchos años. En diciembre de 2016, los amigos de Vulović se preocuparon por su bienestar después de que ella dejó de contestar abruptamente su teléfono. El 23 de diciembre, cerrajeros descubrieron el cuerpo de Vulović en su departamento después de forzar la puerta. Los amigos de Vulović dijeron que ella había tenido problemas cardíacos en los años previos a su muerte. Fue enterrada en Novo groblje («Nuevo Cementerio») de Belgrado el 27 de diciembre.